# Mk 13狙擊步槍
Mk 13步槍是美國軍方透過利用精密國際底盤（AICS）2.0版本配以雷明登700步槍的長行程槍機機匣組裝而成。AICS 2.0的可摺式槍托在摺疊狀態時能夠將整槍的長度減少210 mm（8.3英寸），並為整支步槍的重量增加0.2（0.44磅）。該槍裝有可向側面調整的槍托貼腮片，以及在使用夜視裝備或具備大物鏡的光學瞄準鏡時可達至最佳臉頰位置的高度。它還可配備一個跟快速調較槍托底板相連的彈簧式槍托貼腮片。其側板是由高強度的聚合物製成，並有橄欖褐色、暗土色或黑色可選擇。槍身兩邊各設有一個槍帶附著點，這樣就可以方便用戶把步槍平放在背上以及方便左右手操作。前部連接點位於前端下方，可用於固定目標式槍帶或被哈里斯兩腳架適配器所取代。

## Mk 13 MOD 0
Mk 13 Mod 0曾經被美國海軍三棲特戰隊所使用。目前有關該槍的使用情況或技術數據的資料很少，而有關的圖片也同樣地少。從公開的圖片中可見，該槍是由一個雷明登700長行程槍機機匣，以及一個麥克米蘭A2槍托組成。Mk 13 Mod 0發射.300溫徹斯特麥格農彈。它是美國海軍曾經大量裝備的狙擊步槍，直到更先進的Mk 13 Mod 5出現被其取代為止。該槍曾被克里斯·凱爾、羅伯特·J·奧尼爾及霍華德·E·瓦斯丁所使用。

## Mk 13 MOD 5
美國特種作戰司令部採用發射.300溫徹斯特麥格農彈的Mk 13 Mod 5。該槍採用來自雷明登700或M24的長行程槍機機匣，並裝有一根精密槍管，它可以安裝來自Mk 11的抑制器。Mk 13 Mod 5設有3邊式模組化導軌系統（MARS），用戶可在其頂部安裝瞄準鏡，以及在左右兩邊安裝皮卡汀尼導軌配件，和一個可摺疊式兩腳架。美國陸軍特種作戰司令部的Mk 13本來預定被Mk 21精密狙擊步槍所取代。可是，Mk 21於2018年無法滿足特種作戰司令部的要求，導致招標重開，最終於2019年由巴雷特槍械公司的Mk 22先進狙擊步槍中標。

## Mk 13 MOD 7
2018年4月，美國海軍陸戰隊宣佈他們將會以Mk 13 Mod 7來取代M40狙擊步槍。M40於1966年開始列裝部隊，最新版本M40A6於2014年完成升級。發射.300溫徹斯特麥格農彈的Mk 13的有效射程為1,300米，比起M40的1,000米更長，令海軍陸戰隊狙擊手具備跟美國陸軍M2010增強型狙擊步槍相近的能力 。

## 取代
美國海軍陸戰隊於2021年開始計劃以多口徑的巴雷特MRAD狙擊步槍（Mk 22 ASR）取代Mk 13 Mod 7。